# Kožlovac
Kožlovac falu Horvátországban Zára megyében. Közigazgatásilag Benkovachoz tartozik.

## Fekvése
Zárától légvonalban 40, közúton 49 km-re keletre, községközpontjától 8 km-re délkeletre, Dalmácia északi részén, Ravni kotari és Bukovica tájegységek találkozásánál fekszik.

## Története
Kožlovacot a 15. század végén említik először Kožul gróf birtokaként az akkori Predgrada kerületén. A környékbeli településekkel együtt 1527-ben elfoglalta a török és csak a 17. század végén szabadult fel uralma alól. Ekkor új népesség költözött be az üresen hagyott területre, mely pravoszláv (tulajdonképpen szerb) volt, akiket a korabeli velencei források vlachoknak, illetve morlakoknak neveznek. A falu ezután 1797-ig a Velencei Köztársaság része volt. Miután a francia seregek felszámolták a Velencei Köztársaságot a campo formiói béke értelmében osztrák csapatok szállták meg. 1806-ban a pozsonyi béke alapján az Első Francia Császárság Illír Tartományának része lett. 1815-ben a bécsi kongresszus újra Ausztriának adta, amely a Dalmát Királyság részeként Zárából igazgatta 1918-ig. A településnek 1857-ben 216, 1910-ben 298 lakosa volt. Az első világháború után előbb a Szerb-Horvát-Szlovén Királyság, majd Jugoszlávia része lett. A második világháború idején 1941-ben a szomszédos településekkel együtt Olaszország fennhatósága alá került. Az 1943. szeptemberi olasz kapituláció után újra Jugoszlávia része lett. 1991-ben lakosságának 99 százaléka szerb nemzetiségű volt. 1991 szeptemberében a település szerb igazgatás alá került és a Krajinai Szerb Köztársaság része lett. 1995 augusztuságban a Vihar hadművelet során foglalta vissza a horvát hadsereg. Szerb lakossága elmenekült. A falunak 2011-ben 20 lakosa volt, akik főként mezőgazdasággal és állattartással foglalkoztak.

## Lakosság
| Lakosság változása | Lakosság változása | Lakosság változása | Lakosság változása | Lakosság változása | Lakosság változása | Lakosság változása | Lakosság változása | Lakosság változása | Lakosság változása | Lakosság változása | Lakosság változása | Lakosság változása | Lakosság változása | Lakosság változása | Lakosság változása |
| ------------------ | ------------------ | ------------------ | ------------------ | ------------------ | ------------------ | ------------------ | ------------------ | ------------------ | ------------------ | ------------------ | ------------------ | ------------------ | ------------------ | ------------------ | ------------------ |
| 1857               | 1869               | 1880               | 1890               | 1900               | 1910               | 1921               | 1931               | 1948               | 1953               | 1961               | 1971               | 1981               | 1991               | 2001               | 2011               |
| 216                | 0                  | 218                | 207                | 216                | 298                | 376                | 354                | 486                | 509                | 522                | 501                | 427                | 373                | 8                  | 20                 |

## Nevezetességei
Szent Nedelja tiszteletére szentelt szerb pravoszláv temploma a 19. században épült, 1961-ben teljesen megújították.